# Croatian Bol Ladies Open 1999
Il Croatian Bol Ladies Open 1999 è stato un torneo di tennis giocato sulla terra rossa. È stata la 6ª edizione del torneo, che fa parte della categoria Tier IVa nell'ambito del WTA Tour 1999. Si è giocato a Bol in Croazia, dal 26 aprile al 2 maggio 1999.

## Campionesse

### Singolare
Corina Morariu ha battuto in finale  Julie Halard-Decugis con il punteggio di 6–2, 6–0.

### Doppio
Jelena Kostanić /  Michaela Paštiková hanno battuto in finale  Meghann Shaughnessy /  Andreea Vanc con il punteggio di 7–5, 6–7, 6–2.